# Tètrode de feix dirigit

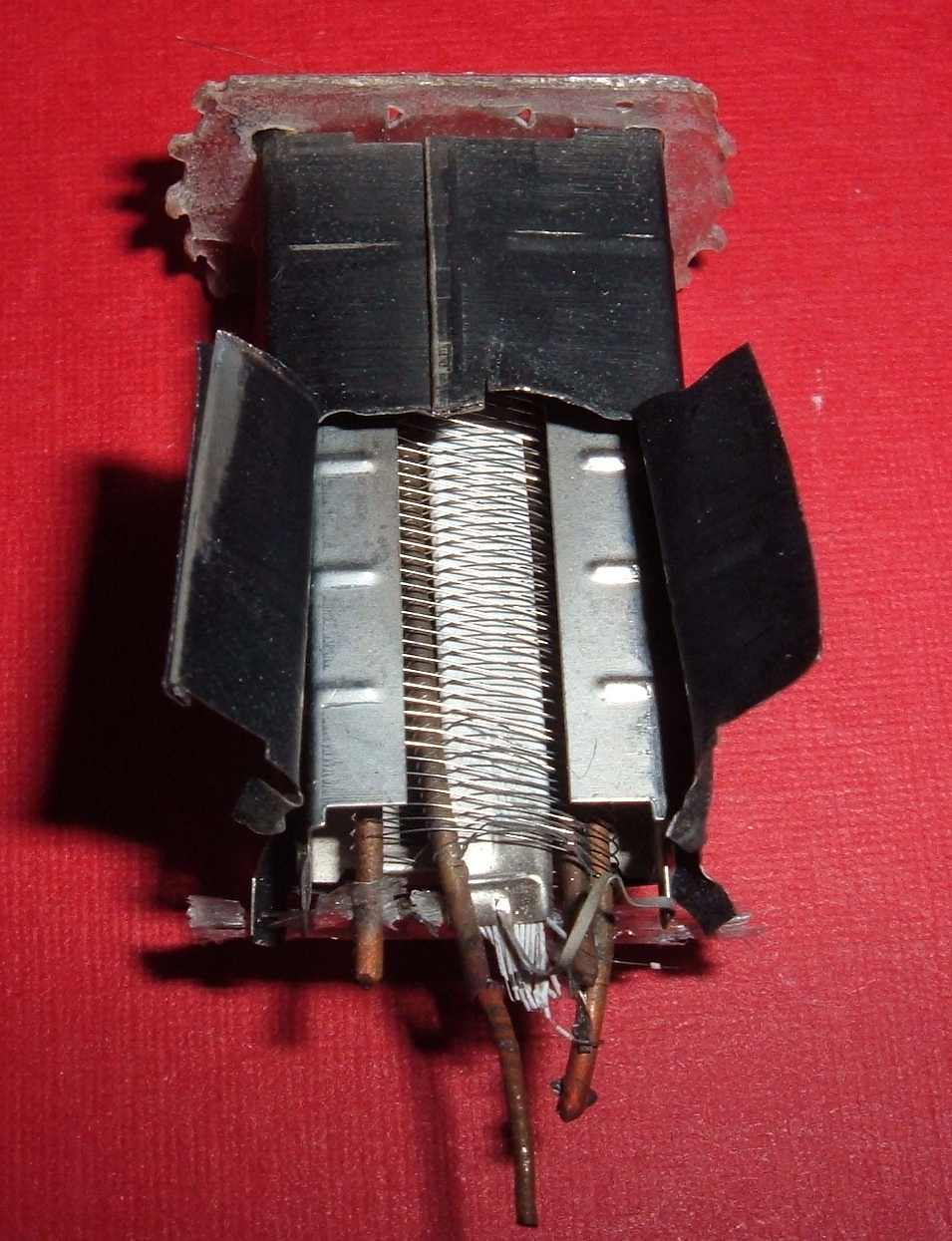
Interior d'un tètrode de feix dirigit amb ànode obert. Les plaques directores del feix són les estructures de color platejat a esquerra i dreta.

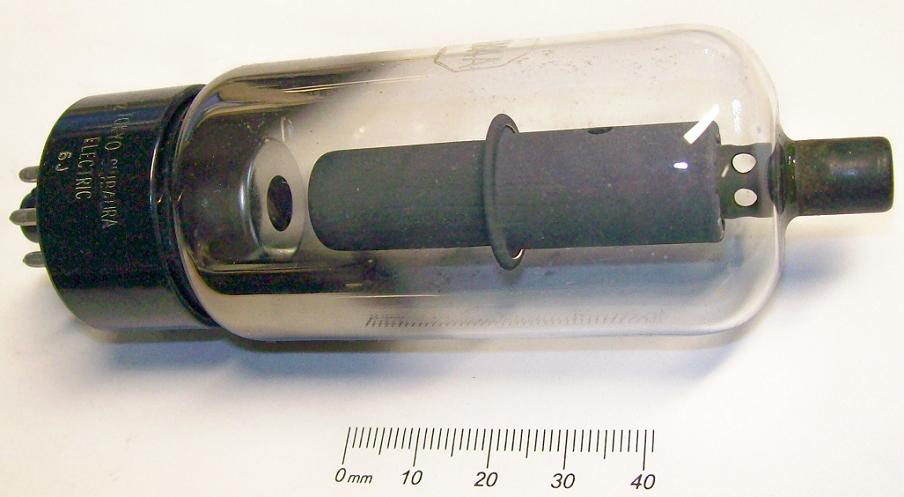
Tètrode de feix dirigit amb ànode foradat

El tètrode de feix dirigit és un tipus de tub de buit o vàlvula de buit amb un disseny que l'hi permet produir més potència i menys distorsió que un pèntode de característiques similars. Aquesta característica ha fet que siguin utilitzats generalment per amplificar un senyal elèctric.

## Disseny
El problema de l'emissió secundària d'electrons del tètrode va ser resolt per Philips/Mullard mitjançant la introducció de la reixa supressora obtenint així el pèntode. No obstant això, en aplicacions d'àudio, la distorsió harmònica, encara que menor que la del tríode, està composta essencialment d'harmònics imparells, donant el resultat amb un component dur i poc musical. Algunes companyies,incloent RCA i EMI es van posar a treballar per trobar una solució. Els tètrodes de feix dirigit van sorgir d'aquesta recerca. El primer va ser el 6L6, que encara es fa servir avui en dia tant en HiFi d'"audiòfil" com en l'amplificació de guitarra.
Els tètrodes de feix dirigit estan equipats amb dues pantalles connectades al càtode que dirigeixen el flux d'electrons cap a l'ànode a través de les reixes de control primer i pantalla després. El bobinat, o dibuix, de les reixes és alineat amb precisió, d'aquesta manera la reixa de control crea feixos d'electrons que travessen la reixa de pantalla fàcilment, fent que aquesta sigui “invisible” per al càtode. Aquest posicionament de les reixes redueix el corrent a través de la reixa supressora. Un cop travessada la reixa supressora es crea un espai on els electrons es frenen pel fet que el potencial de l'ànode és inferior al de la reixa de pantalla. Aquests electrons “lents” creen una càrrega espacial negativa que repel els electrons secundaris cap a l'ànode.

### Avantatges
Aquest disseny té les següents avantatges en comparació amb el pèntode:
- El corrent de la reixa de pantalla és aproximadament el 5-10% del corrent de l'ànode, en comparació amb el 20% per al pèntode. Això permet un millor rendiment del tub.
- Molta menys distorsió del 3r harmònic que no pas el pèntode.

### Desavantatges
D'altra banda té els següents desavantatges respecte al pèntode:
- Té una major distorsió d'intermodulació. Aquest defecte pot ser eliminat mitjançant realimentació negativa o dissenyant l'etapa de potència per funcionament "ultra lineal" (un push-pull creat mitjançant la connexió de les reixetes de pantalla sobre una part de la bobina del transformador de sortida que alimenta els ànodes).
- Cal més amplitud de la tensió de pilotatge de la reixa de control.
- Presenta una major tendència a oscil·lar si hi ha un mal disseny del muntatge en que s'utilitza.

## Desenvolupament
La societat MOV considerava aquest tipus de tub molt difícil de fabricar, a causa de la complexitat que suposava haver d'alinear el dibuix de les reixes, i es va posar en contacte amb la RCA per fabricar-lo conjuntament. Aquesta tenia els recursos per produir un disseny que funciones. El que resultà va ser el 6L6, degut al millor rendiment d'aquest, en comparació amb els pèntodes, un gran nombre de tètrodes de feix dirigit van aparèixer en el mercat. En l'àudio, els millors exemples són els KT66 i KT88 produïts per MOV, aquest models encara es fabriquen avui en dia, malgrat que per altres fabricants.
És interessant observar que moltes vàlvules que avui en dia són comercialitzades com pèntodes, en realitat són tètrodes de feix dirigit. Per exemple, encara que el tub de referència EL34 de Mullard està construït com un pèntode, molts fabricants el comercialitzen com a tètrode de feix dirigit. Un altre exemple era el doble-tub ECL82 produït per Philips/Mullard, que definien com un tríode + un pèntode de baixa potència, resulta ser un tríode + un tètrode de feix dirigit.
Els tètrodes de feix dirigit de major venda són probablement els "6L6" de la sèrie (25L6, 35L6 i 50L6), i les seves versions en miniatura 50B5 50C5 i que estaven sobre el milió de receptors AM "All American Five" (receptors de "cinc" vàlvules).

## Característiques
L'ús de dues plaques com reixa supressora (g3), en comptes de la reixa bobinada del pèntode. Aquests tubs tracten de combinar els avantatges del tríode amb els de pèntode. D'aquesta manera, tenen una sensibilitat igual a la del pèntode i una impedància de sortida relativament petita i propera a la d'un tríode. Aquestes característiques el converteixen en un tub d'elecció en moltes àrees d'etapes de potència tant d'àudio com de transmissors de potència a freqüències molt altes.
Per al disseny de circuits, les equacions utilitzades són les mateixes que per al pèntode.
Alguns tubs com l'EL34 estan fabricats com un pèntode per part d'alguns fabricants i altres ho fan amb tètrode de feix dirigit (amb la referènca 6CA7). També hi ha una versió especial de l'EL34 (EL37) amb la reixa pantalla deliberadament modificada per produir un so ric en el 3r harmònic, característic del "so Rock de làmpada" de la guitarra elèctrica. No cal dir que aquest tub és totalment inadequat per a l'alta fidelitat.

## Models actuals
- 6550
- 6L6
- KT88
- 6V6